# Eumastax equatoriana
Eumastax equatoriana är en insektsart som beskrevs av Marius Descamps 1973. Eumastax equatoriana ingår i släktet Eumastax och familjen Eumastacidae. Inga underarter finns listade i Catalogue of Life.